# Ebro
L'Ebro (in catalano Ebre) è il più grande fiume spagnolo ed il secondo della penisola iberica (dopo il Tago).
La sua lunghezza, misurata dalla sorgente del fiume Hijar, sulla Peña Labra (Cordigliera Cantabrica), è di 930 km ed il suo bacino ha 83.093 km² di superficie. Tradizionalmente, tuttavia, la sorgente si fissa a circa 1.000 s.l.m. in località Fontibre, presso Reinosa, dove una modesta risorgiva (circa 1 m³/s) con un cippo segnala la sorgente: da qui alla foce la lunghezza è di 910 km.
Sfocia in un ampio delta nel Mar Mediterraneo, una trentina di chilometri a sud-est della città di Tortosa, in provincia di Tarragona.

## Geografia
Dopo Reinosa il suo corso superiore si svolge in grandi gole. Il fiume attraversa le regioni di Cantabria, Castiglia e León, Paesi Baschi, Navarra, La Rioja e Aragona prima di sfociare nel Mar Mediterraneo in Catalogna, con un grande delta di 320 km² vicino a Tortosa.

Le alluvioni abbondanti che caratterizzano il fiume fanno avanzare il delta nel mare coi detriti trasportati.

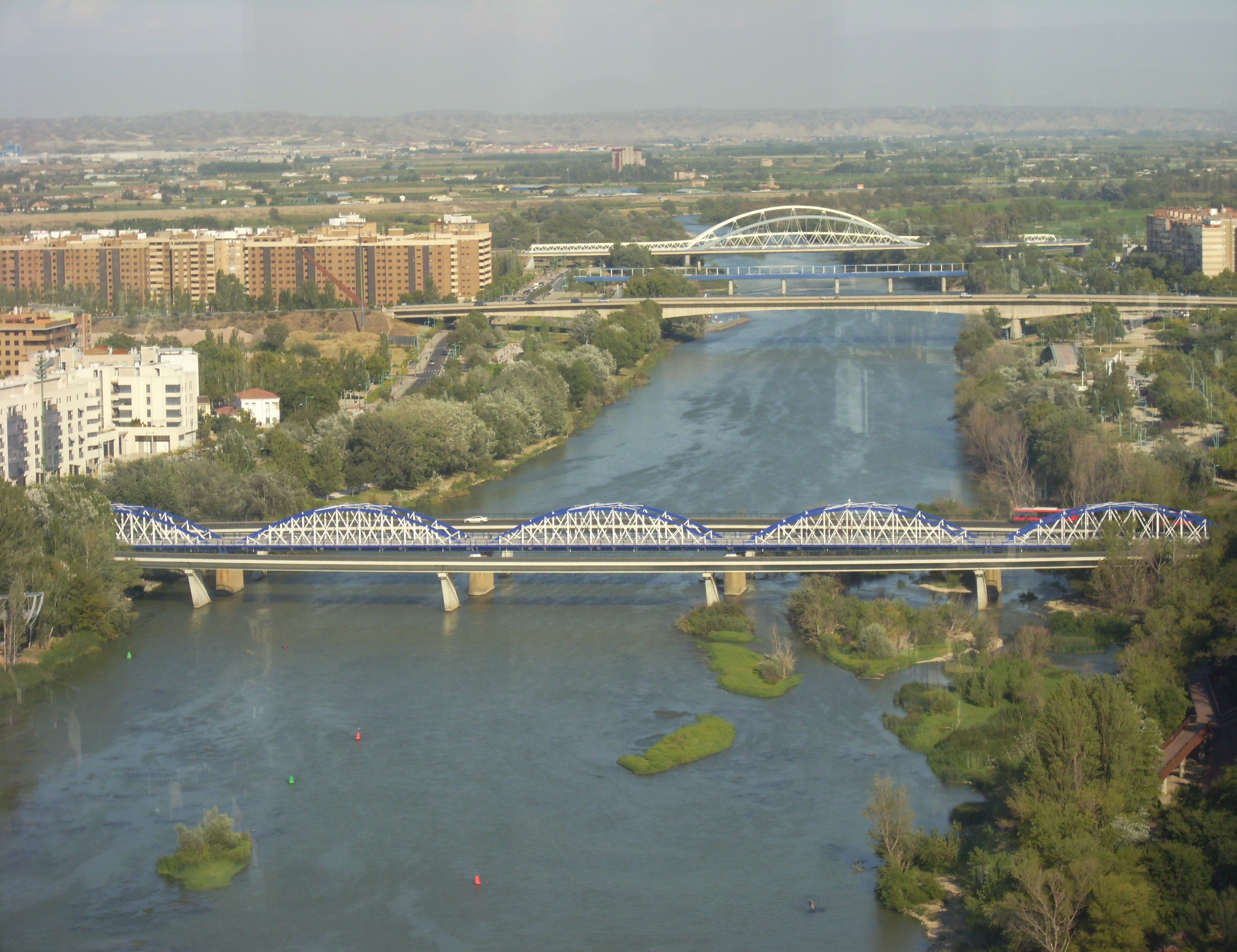
Il fiume Ebro a Saragozza

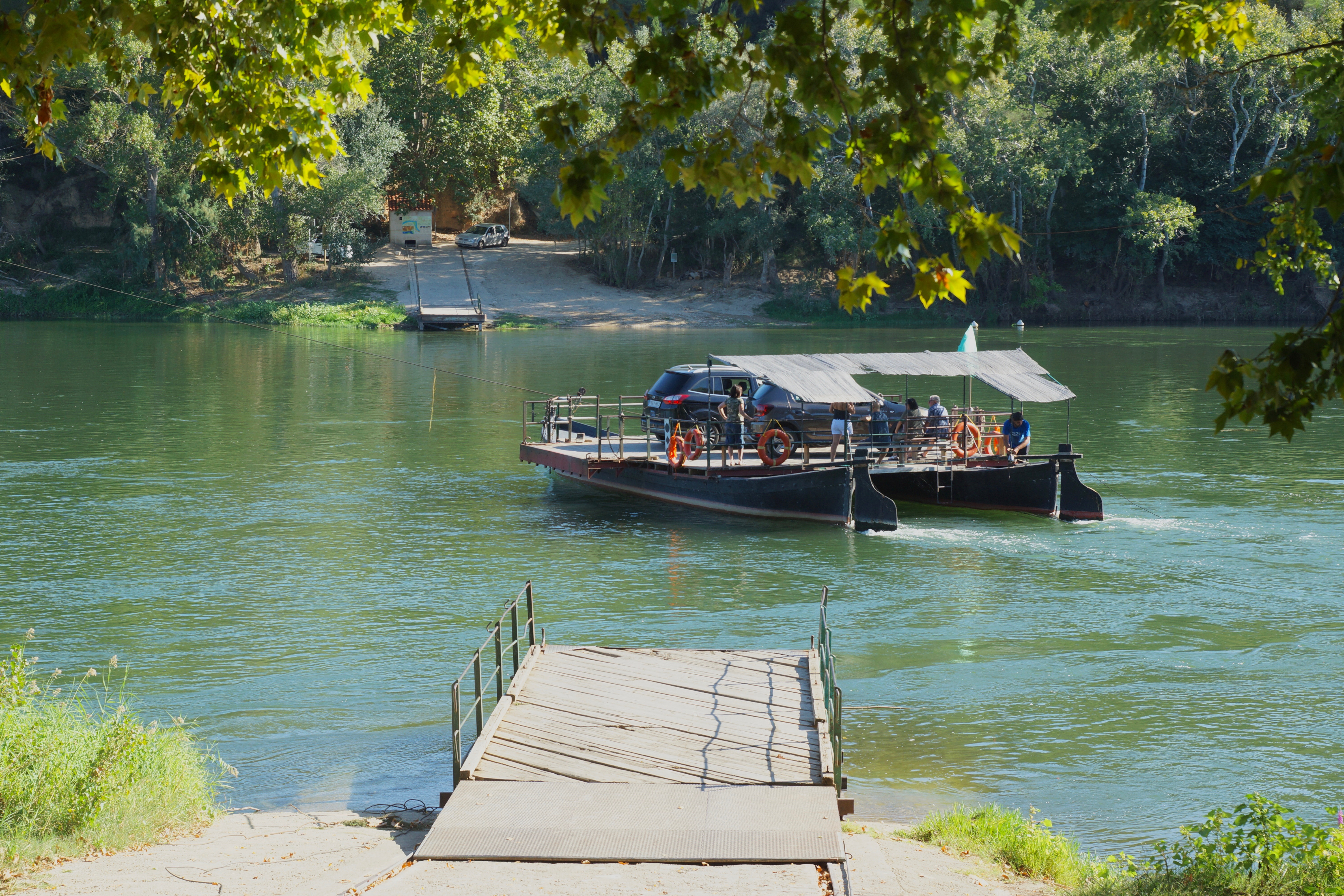
Il fiume presso Miravet

L'Ebro bagna Miranda de Ebro, Logroño, Tudela e Saragozza. Il suo corso è stato attrezzato per la produzione di elettricità, l'irrigazione e la coltivazione di riso.
L'energia idroelettrica del bacino fornisce alla Spagna il 50 % della sua elettricità. La portata media del fiume nel 1971 era di 11 m³/s a Reinosa, 81 m³/s a Miranda de Ebro, 300 m³/s a Saragozza e 614 m³/s a Tortosa. L'irrigazione intensiva ha poi però ridotto questi valori, specie in corrispondenza dell'attraversamento delle steppe semidesertiche dell'Aragona.

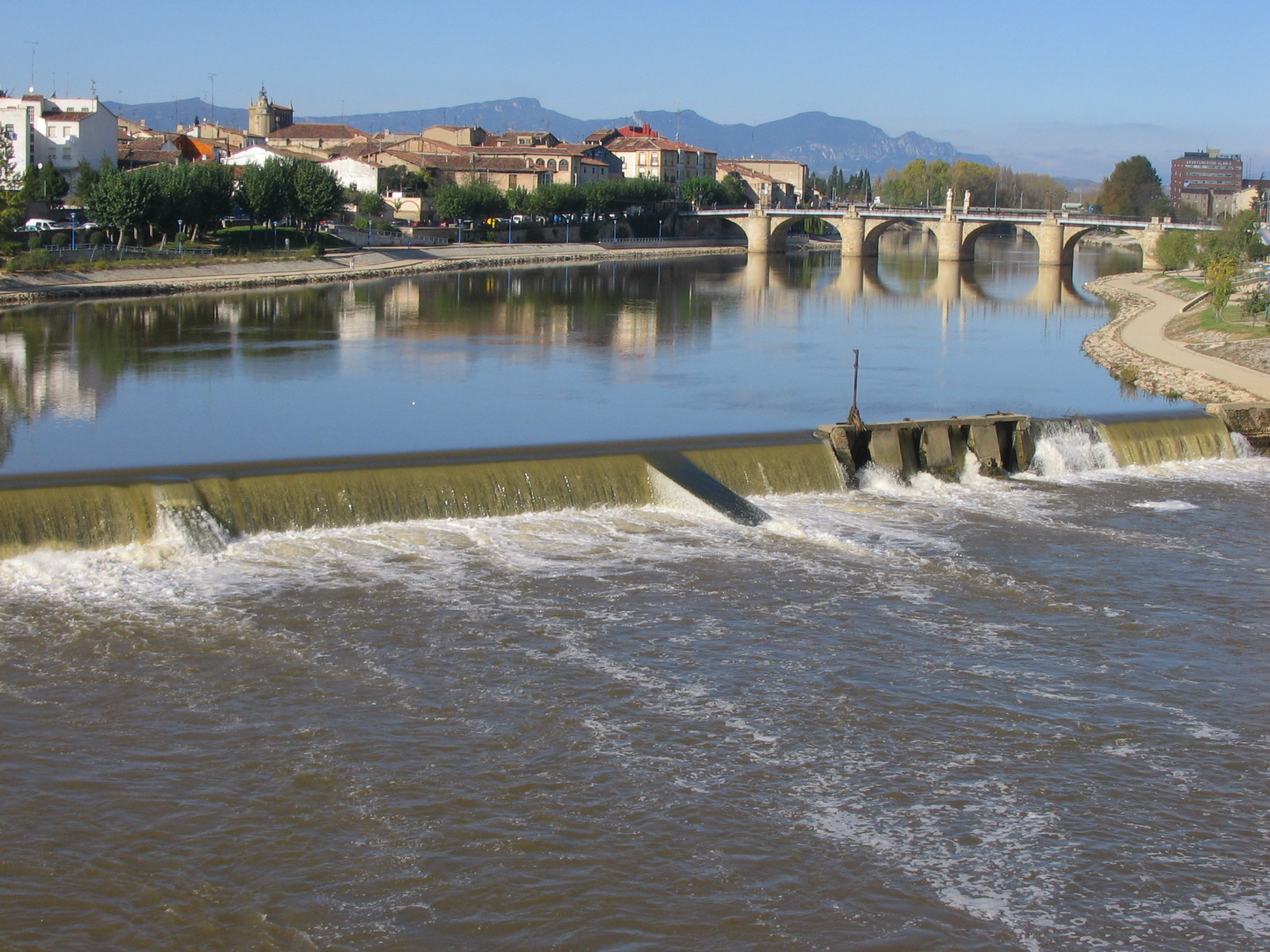
Il fiume presso Miranda de Ebro

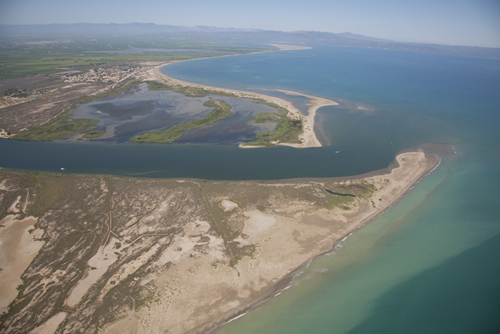
Fotografia aerea del fiume Ebro nel suo tratto finale che sfocia nel Mar Mediterraneo attraverso il suo delta

Alla foce - aperta nell'ampio delta, sede di un parco naturale - la portata dovrebbe essere di 745 m³/s contro i 426 m³/s nel 1994. In ogni caso l'Ebro resta il massimo fiume spagnolo per portata media d'acqua (oltretutto interamente spagnolo, a differenza del Tago, del Duero, del Guadiana che scorrono, in parte, in Portogallo).
I principali affluenti sono: il Tirón, il Najerilla, l'Alhama, lo Jalón, lo Huerva, l'Aguasvivas, il Martín, il Guadalope ed il Matarraña da destra, l'Ega, l'Arga, l'Aragón, l'Arba, il Gállego ed il Segre (il maggiore per portata d'acqua) da sinistra. Lungo il corso del fiume si trovano i bacini artificiali (embalses) dell'Ebro, di Sobrón, di Mequinenza e di Ribaroja. Le numerose chiuse per la produzione di energia idroelettrica e la conformazione del letto, ne fanno un fiume non navigabile (ad eccezione della zona del delta).

## Storia
Il nome proviene dal latino Iberus, legato al termine basco ibar significa «riva del fiume».
Il fiume ha dato nome al popolo degli Iberi, da cui l'aggettivo che contraddistingue l'intera penisola, appunto: iberica.